# حكومة أحمد عبيدات
حكومة أحمد عبيدات هي الحكومة الثالثة والسبعون من حكومات المملكة الأردنية الهاشمية. شكّل احمد عبيدات الحكومة في 10 يناير عام 1984م، بتكليف من ملك الأردن الحسين بن طلال. وقد حلّت الحكومة في 4 أبريل 1985.

## التشكيل الحكومي
| الاسم                                                     | المهام الوزارية                            |
| --------------------------------------------------------- | ------------------------------------------ |
| دولة السيد احمد عبد المجيد عبيدات                         | رئيسا للوزراء ووزيرا للدفاع                |
| معالي السيد سليمان عرار                                   | نائبا لرئيس الوزراء ووزيرا للداخلية        |
| معالي السيد احمد عبد الكريم خليل الطراونه                 | وزير دولة لشؤون رئاسة الوزراء ووزيرا للعدل |
| دولة السيد طاهر نشأت المصري                               | وزيرا للخارجية                             |
| معالي الدكتور محمد عضوب الزبن                             | وزيرا للمواصلات                            |
| معالي السيد إبراهيم ايوب                                  | وزيرا للتموين                              |
| معالي السيد "جعفر طاهر" مصطفى حكمت العياشي                | وزيرا للنقل                                |
| معالي الدكتور جواد احمد عبد المحسن العناني                | وزيرا للصناعة والتجارة والسياحة            |
| معالي السيد حكمت الساكت                                   | وزيرا للتربية والتعليم                     |
| معالي الدكتور حنا سليم عوده                               | وزيرا للمالية                              |
| معالي السيدة ليلى سليمان امين "نجار شرف"                  | وزيرة للاعلام                              |
| معالي السيد حمداللة فريد عزت النابلسي                     | وزيرا للشؤون البلدية والقروية والبيئة      |
| معالي السيد عبد خلف عبد الله الداودية                     | وزيرا للاوقاف والشؤون والمقدسات الاسلامية  |
| معالي السيد "محمد بشير" إسماعيل إبراهيم "الشيشاني الامين" | وزيرا للزراعة                              |
| معالي الدكتور تيسير محمد عبد الرحمن عبد الجابر            | وزيرا للعمل                                |
| معالي السيد شوكت "محمد اسماعيل" حمدي محمود                | وزيرا لشؤون الارض المحتلة                  |
| معالي الدكتور كامل محمد صالح العجلوني                     | وزيرا للصحة                                |
| معالي المهندس رائف يوسف محمود نجم                         | وزيرا للاشغال العامة                       |
| معالي الدكتور عبد الله احمد الجبر العويدات                | وزيرا للثقافة والشباب والآثار              |
| معالي السيد عبد السلام عيسى قاسم كنعان                    | وزيرا للتنمية الاجتماعية                   |

تعديل 01/11/1984
| الاسم                                          | المهام الوزارية                 |
| ---------------------------------------------- | ------------------------------- |
| معالي السيد فرحي عبيد                          | وزيرا للنقل                     |
| معالي الدكتور هشام محمد هاشم الخطيب            | وزيرا للطاقة والثروة المعدنية   |
| دولة الدكتور عبد الله عبد الكريم حمدان النسور  | وزيرا للتخطيط                   |
| معالي الدكتور هاني محمد حمد الخصاونه           | وزيرا للشباب                    |
| معالي الدكتور تيسير محمد عبد الرحمن عبد الجابر | وزيرا للعمل والتنمية الاجتماعية |
| معالي السيد "جعفر طاهر" مصطفى حكمت العياشي     | وزيرا للثقافة والسياحة والآثار  |
| معالي الدكتور جواد احمد عبد المحسن العناني     | وزيرا للصناعة والتجارة          |

## وصلات خارجية
- موقع رئاسة الوزراء